# Sabinaria magnifica
Sabinaria es un género de plantas de la familia Arecaceae (palmeras o palmas). Hasta ahora se conoce solo una especie, Sabinaria magnifica, nativa de bosques muy húmedos tropicales en el noroeste de Sudamérica, en la frontera entre Colombia y Panamá. 

## Descripción
Sabinaria magnifica, la única especie del género conocida hasta ahora, es una palma de tallo solitario, de 1-6 m de alto y 9-12 cm de diámetro, sin espinas. La corona está formada por 20-35 hojas palmeadas, sostenidas por un largo pecíolo que alcanza poco más de 3 m de longitud; la lámina es palmeada, de 1,4-1,6 m de diámetro y está profundamente dividida hasta la base en dos mitades levemente asimétricas, cada una formada por 36-46 segmentos induplicados. 
Las flores son pequeñas, blanquecinas, unisexuales, y están dispuestas en una inflorescencia ramificada, con las flores pistiladas (femeninas) dispuestas en la parte basal de las ramas inferiores y las flores estaminadas (masculinas) dispuestas en la parte apical de las ramas basales y a todo lo largo de las ramas superiores. Las flores estaminadas tienen 20-23 estambres y las pistiladas tienen un ovario formado por un solo carpelo. Los frutos son esféricos, ovoides o con forma de trompo, y están apiñados en una infrutescencia compacta que está casi escondida entre las bases de las hojas. Miden 2,4-2,7 cm de largo y 2,2-2,3 cm de diámetro, son de color negro en la madurez y llevan una sola semilla. La primera hoja de las plántulas es lanceolada, blanco-grisácea por debajo.

## Distribución
Sabinaria magnífica crece en el noroeste del departamento colombiano del Chocó y en zonas limítrofes de la provincia de San Blas, en el oriente de Panamá. Se conoce solo de una pequeña área, entre 100 y 250 metros de elevación.

## Hábitat
Sabinaria magnifica crece en selvas húmedas con una precipitación anual cercana a los 3.000 mm.

## Taxonomía
Sabinaria pertenece a la subfamilia Coryphoideae, tribu Cryosophileae. Se ha sugerido que sus parientes más cercanos podrían ser los géneros Itaya, de la Amazonia noroccidental, y Schippia, de Belice y Guatemala. Sin embargo, todavía no se han hecho estudios filogenéticos para establecer su parentesco.
El género fue establecido en 2013 por los botánicos colombianos Gloria Galeano y Rodrigo Bernal y publicado en la revista neozelandesa Phytotaxa 144 (2): 27–44.

## Etimología
El nombre Sabinaria fue acuñado en honor a Sabina Bernal Galeano (1995-) hija de los botánicos que describieron el género.